# Badula grammisticta
Badula grammisticta (Cordem.) Coode – gatunek roślin z rodziny pierwiosnkowatych (Primulaceae). Występuje endemicznie na Reunionie. 

## Morfologia
PokrójZimozielone drzewo lub krzew. Dorasta do 5 m wysokości.
LiścieSiedzące. Blaszka liściowa ma kształt od odwrotnie owalnego do pandorowatego. Mierzy 9–15 cm długości oraz 3–7 cm szerokości, jest całobrzega, ma nasadę od tępej do sercowatej i ostry wierzchołek.
KwiatyZebrane w gronach o długości 4–10 cm, wyrastających z kątów pędów. Mają 5 działek kielicha o trójkątnym kształcie i dorastające do 1 mm długości. Płatków jest 5, są odwrotnie jajowate i mają białawą barwę oraz 3–4 mm długości.
OwocPestkowce mierzące 10-13 mm średnicy, o kulistym kształcie.